# لاكلان ويلز
لاكلان ويلز (بالإنجليزية: Lachlan Wales)‏ (19 أكتوبر 1997 في أستراليا - ) هو لاعب كرة قدم أسترالي في مركز الوسط. لعب مع سنترال كوست مارينرز.

## وصلات خارجية
- لاكلان ويلز على موقع قاعدة بيانات كرة القدم.إي يو (الإنجليزية)
- لاكلان ويلز على موقع Soccerway.com (الإنجليزية)
- لاكلان ويلز على موقع أوليمبيديا (الإنجليزية)